# Швядас, Йонас
Йо́нас Изидоряус Швя́дас (лит. Jonas Švedas; 1908—1971) — литовский, советский композитор, хоровой дирижёр, тромбонист, музыкальный педагог, фольклорист. Народный артист СССР (1954). Лауреат Сталинской премии третьей степени (1950).

## Биография
Родился 26 сентября (9 октября) 1908 в Либаве (ныне Лиепая, Латвия).
В 1918—1924 годах учился в Илакяйской средней школе, в 1924—1929 — в Клайпедском музыкальном училище (ныне консерватория им. C. Шимкуса) по классу тромбона, где изучал специальную гармонию, полифонию и композицию у С. Шимкуса и Ю. Жилявичюса. Во время учёбы играл в различных ансамблях, пел в мужском хоре училища, руководил хоровым обществом Клайпедского края. Во время каникул ездил по деревням, записывал литовские народные песни, собирал народные инструменты, руководил любительским хором в Илакяе, работал в архиве Ю. Жилявичюса. После окончания училища преподавал в нём игру на тромбоне и других духовых инструментах.
В 1930—1935 годах играл на тромбоне в оркестре Каунасского государственного театра и симфоническом оркестре Каунасского радио.
В 1933 году организовал Каунасский молодёжный духовой оркестр. В 1935—1940 годах преподавал вокал, руководил хором мальчиков, духовым оркестром в Каунасской гимназии «Рассвет».
С 1936 по 1940 год в Каунасской консерватории (ныне Литовская академия музыки и театра) вёл класс тромбона и тубы, позже — музыкальную педагогику и методологию дисциплин.
В 1940 году основал при Государственной филармонии Литовской ССР Государственный ансамбль песни и танца Литовской ССР, впоследствии носивший название «Летува», был его художественным руководителем и главным дирижёром (с перерывом) до 1962 года.
Вместе с ансамблем гастролировал по городам СССР, а также в Польше и Румынии.
Во время войны, в 1943—1944 годах — заведующий музыкальной частью Каунасского театра юного зрителя.
В 1945—1970 годах — преподаватель и заведующий кафедрой народных инструментов в Литовской консерватории (ныне Литовская академия музыки и театра) (Вильнюс) (с 1967 — профессор).
В 1946—1970 годах — главный дирижёр Литовских праздников песни и танца.
Активно участвовал в деятельности Литовского общества музыкантов, был членом правления секции учителей музыки. В 1939 году на съезде общества был избран вторым секретарём. Член Союза композиторов Литвы, неоднократно избирался в состав правления.
Автор теоретических и методологических работ, многих статей в прессе. Совместно с Ю. Банайтисом написал учебники по музыке для общеобразовательных школ «Музыка»: (I—II классы (1938), III класс (1939), I-II-III классы (1939), IV—V классы (1940)).
Депутат Верховного Совета Литовской ССР 3-го созыва.
Умер 15 октября 1971 года. Похоронен в Вильнюсе на Антакальнисском кладбище.

## Композиторское творчество
Записывал и обрабатывал образцы народного музыкального творчества. Многие его песни и произведения для народных инструментов, основанные на элементах национального фольклора, получили широкую известность.
Автор 3-х кантат (в том числе в честь 10-летия Советской Литвы (1949), «Цвети, Советская Литва» (1960)), концерта для канклеса и оркестра народных музыкальных инструментов (1950), хоровых (около 300) и сольных песен, маршей (в том числе «Песня о советском народе» (лит. Daina apie tarybų tautą, 1945), «Пионерский костёр» (лит. Pionierių laužas, 1955), «Председатель колхоза» (лит. Kolūkio pirmininkas, 1950), «Марш восстановителей Вильнюса» (лит. Vilniaus atstatytojų maršas, 1950), обработок народных песен и танцев, инструментальных пьес, музыки к спектаклям драматического театра.
Автор музыки (совместно с Б. Д. Дварионасом) Государственного гимна Литовской ССР (1950) на слова А. Т. Венцловы.

## Награды и звания
- Заслуженный деятель искусств Литовской ССР (1945)
- Народный артист СССР (1954)
- Сталинская премия третьей степени (1950) — за концертно-исполнительскую деятельность ансамбля «Летува»
- Орден Ленина
- Два ордена Трудового Красного Знамени (1950 и 1954[3])
- Орден «Знак Почёта» (1947)
- Медали.

## Память
- С 1973 года Паневежиская музыкальная школа носит имя Й. Швядаса, учреждена премия его имени.
- В 1979 году издана книга «Йонас Швядас», подготовленная профессором Литовской консерватории, доктором искусствоведения А. Вижинтасом.
- В Осташкове (Тверская область, Россия), на аллее к Летней Эстраде установлен памятный камень, посвященный Й. Швядасу[4].